# Ilmari Salminen
Ilmari Salminen   (Elimäki, 21 de setembre de 1902 - Kouvola, 5 de gener de 1986) va ser un atleta finlandès, especialista en curses de fons, que va competir durant la dècada de 1930.
El 1936 va prendre als Jocs Olímpics d'Estiu de Berlín, on disputà dues proves del programa d'atletisme. Guanyà la medalla d'or en la cursa dels 10.000 metres, mentre en la dels 5.000 fou sisè.
En el seu palmarès destaquen dues medalles d'or i una de plata al Campionat d'Europa d'atletisme de 1934 i 1938 i sis campionats nacionals, dos dels 5.000 (1932 i 1942) i quatre dels 10.000 (1934, 1935, 1937 i 1942). El 1937 aconseguí millorar el rècord del món dels 10.000 metres amb un temps de 30'05.6". També millorà el rècord del món de les sis milles. El 1939 es retirà. Posteriorment fou jutge esportiu i encapçalà el comitè organitzador dels Jocs Olímpics de Hèlsinki de 1952.

## Millors marques
- 5.000 metres. 14' 22.0" (1939)
- 10.000 metres. 30'05.5" (1934)[1][3]